# Pleuriditrichum marylandicum
Pleuriditrichum es un género monotípico de musgos perteneciente a la familia Archidiaceae. Su única especie: Pleuriditrichum marylandicum, es originaria de Estados Unidos.

## Taxonomía
Pleuriditrichum marylandicum fue descrita por A.L.Andrews & F.J.Herm. y publicado en The Bryologist 62: 120. 1–4. 1959.